# یواس‌اس پرکینز (دی‌دی-۲۶)
یواس‌اس پرکینز (دی‌دی-۲۶) (به انگلیسی: USS Perkins (DD-26)) یک کشتی بود که طول آن ۲۹۳ فوت ۱۰ اینچ (۸۹٫۵۶ متر) بود. این کشتی در سال ۱۹۱۰ ساخته شد.